# إرفي أسيتو
إرفي أسيتو (بالهولندية: Erve Asito) أو ملعب بولمان (بالهولندية: Polman Stadion) هو ملعب متعدد الاستخدامات في ألميلو، هولندا. يتم استخدامه حاليًا في الغالب لمباريات كرة القدم. تبلغ سعة الملعب 12.080 متفرجًا وتم بناؤه عام 1999. يعتبر الملعب الرسمي لنادي هيراكليس ألميلو. الملعب مصنوع من العشب الصناعي.

## التاريخ
تم افتتاح الملعب في 10 سبتمبر 1999، وأعقب ذلك المباراة الافتتاحية ضد بي إي سي زفوله. سجل لاعب هيراكليس يوب تين ثيجي الهدف الأول في ملعب بولمان. في عام 2005، تم زيادة سعة الملعب من 6900 إلى 8.500 مقعد، منها 400 مقعد متاح لمشجعي الفريق الزائر. في عام 2015، تم زيادة السعة إلى 12080 مقعدًا.
في 1 يوليو 2019، تم تغيير اسم الملعب إلى إرفي أسيتو كجزء من اتفاقية رعاية لمدة 10 سنوات.